# 浑河站西街道
浑河站西街道，是中华人民共和国辽宁省沈阳市和平区下辖的一个乡镇级行政单位。

## 行政区划
浑河站西街道下辖以下地区：
浑铁社区、九洲社区、茉莉公馆社区、雪莲一社区、雪莲二社区、悦融社区、雪莲三社区、雪莲四社区、满融村、下河湾村、前进村、曹仲村、前竞赛村、后竞赛村、上河湾村、新立村、前鲜村和下鲜村。